# Lampria homopoda
Lampria homopoda là một loài ruồi trong họ Asilidae. Lampria homopoda được Bellardi miêu tả năm 1862.